# محمد مصطفى زيادة
محمد مصطفى زيادة (1900-1968) مؤرخ مصري. واحد من أبرز أساتذة العصور الوسطى في الجامعة المصرية ويعد أول مصري تولى منصب كرسي أساتذة في هذا التخصص. عمل في عدد من الوزارات. قام بإنشاء الجمعية المصرية للدراسات التاريخية بالإضافة للمتحف المصري. كان خبيراً. في مجمع اللغة العربية بالقاهرة (منذ عام 1957 وحتى وفاته) والمجمع العلمي المصري.

## سيرته
ولد الدكتور محمد مصطفى زيادة في المحلة الكبرى في 9 مايو/أيار 1900،:12 وتلقى تعليما مدنيا، وتخرج في مدرسة المعلمين السلطانية عام 1921 م، وكان من الأوائل فابتعث زيادة إلى إنجلترا،:15 فحصل على بكالوريوس الشرف (الليسانس) في تاريخ العصور الوسطى والتاريخ الحديث من ليفربول عام 1925، وكان ثالث مصري من خريجي مدرسة المعلمين العليا يحصل على هذه الدرجة بعد كل من الأستاذين محمد رفعت باشا (1889-1975) ومحمد شفيق غربال (1894-1961)، ثم عاد إلى مصر فعمل مدرّسا في المدرسة العباسية الثانوية بالإسكندرية، ثم ابتعث مرة أخرى ضمن بعثات الجامعة المصرية في 1 أكتوبر/تشرين الأول 1927 فحصل على درجة الدكتوراه من جامعة ليفربول بإشراف أستاذه جورج كوبلاند، وكانت رسالته عن «العلاقات الخارجية للدولة المصرية في القرن الـخامس عشر».:20-21
عُين زيادة مدرسًا لتاريخ العصور الوسطى بكلية الآداب بجامعة فؤاد الأول،:23 وتدرّج في وظائف الأستاذية، فمن مدرّس عام 1931 إلى أستاذ مساعد في يناير/كانون الثاني 1937 ثم أستاذا في عام 1945، وتولى أستاذية كرسي العصور الوسطى في 3 يناير/كانون الثاني 1949:29 مدة طويلة من الزمن، وأصبح رئيسا لقسم التاريخ في الفترة بين عامي 1954 – 1960 م.
شارك عام 1945 في تأسيس الجمعية المصرية للدراسات التاريخية، وكان مع زميله الدكتور عزيز سوريال عطية (1898-1988) عضوين في مجلس الإدارة ممثلين للتاريخ الوسيط، وتولى منصب الأمين العام للجمعية عام 1957، كما تولى منصب الرئاسة بالنيابة حتى وفاته.:31
شارك في تأسيس أول جامعة عراقية في بغداد 1946 بمساعدة تلميذاه سعيد عبد الفتاح عاشور وإبراهيم طرخان، وقضى هناك عامين، وأتم في بغداد ترجمة الجزء الأول من تاريخ العصور الوسطى للمؤرخ فشر.:30
كان زيادة عضوا في اللجنة التي راجعت ترجمة كتاب تاريخ العلم من تأليف المؤرخ جورج سارتون (1884- 1956)، وكانت اللجنة مكونة من أربع أعضاء وهم: إبراهيم بيومي مدكور، ومحمد كامل حسين، وقسطنطين زريق، ومحمد مرسي أحمد، وطبع هذا الكتاب في دار المعارف في أجزاء وطبعات متعددة على مدى الفترة بين عامي (1957-1972).
تعاون زيادة مع جامعة برنستون الأميركية (1963) في دراسة وتحقيق كتاب السلوك لمعرفة دول الملوك للمقريزي.

## مؤلفاته
- تاريخ حياة المقريزي.
- أحمد بن علي المقريزي.
- 1964  م – «التاريخ العربي الإسلامي».
- السلوك للمقريزي، موسوعة تراث الإنسانية.
- المؤرخون في مصر في القرن الخامس عشر.
- حملة لويس التاسع على مصر وهزيمته في المنصورة.
- 1961  م – «تاريخ العالم العربي وحضارته في العصور القديمة والعصر الإسلامي»، بالاشتراك مع السيد الباز العريني ومحمد الهادي عفيفي وعبد الرحمن فهمي ومحمد أحمد الغنام.
- 1964  م – «تاريخ العرب والإسلام»، جزآن، بالاشتراك مع السيد الباز العريني ومحمد أحمد الغنام ومحمد الهادي عفيفي.
- 1968  م – «النظم الإقطاعية في الشرق الأوسط في العصور الوسطى»، دار الكاتب العربي، بالاشتراك مع عبد الحميد العبادي وإبراهيم العدوي.

## كتب ودراسات عنه
- مصطفى زيادة مؤرخا، أحمد عبد الرحيم مصطفى، المجلة التاريخية المصرية، 1963.
- «الدكتور محمد مصطفى زيادة مؤرخا» دراسة مرجعية مقدمة من الدكتور مسعد كتبي، 2011[5]

## حياته الشخصية
تزوج زيادة بسيدة إنجليزية وأنجب ابنتين، لكن صلة عائلته بمصر انقطعت بعد وفاته فلا يعرف أحد عنهم شيئا.

## وفاته
توفي الدكتور محمد مصطفى زيادة في 8 ديسمبر/كانون الأول 1968.